# Duaenre
Duaenre war ein Prinz der altägyptischen 4. Dynastie. Er war ein Sohn von Pharao Chephren und dessen Gemahlin Meresanch III. Während der Regierungszeit von Chephrens Nachfolger Mykerinos hatte er das Amt des Wesirs inne und war somit der höchste Beamte nach dem König. Ein Wesir unter Mykerinos’ Nachfolger Schepseskaf namens Babaef war vermutlich ein Sohn des Duaenre.

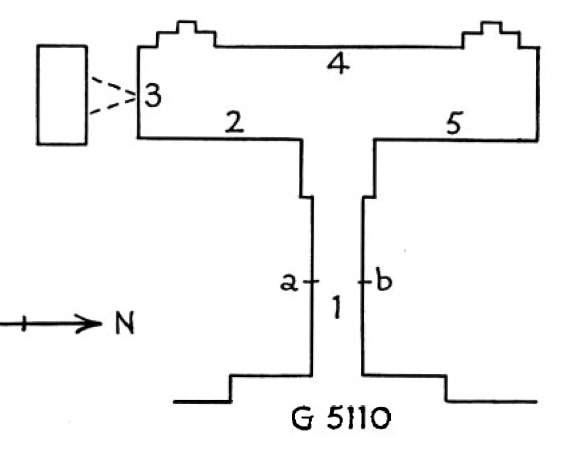
Grundriss des Grabes G 5110

Duaenre gehört die Mastaba G 5110 auf dem westlichen Gräberfeld der Cheops-Pyramide. Dort wurde ein Sarkophag aus Rosengranit gefunden, der sich heute im Museo Egizio in Turin befindet.

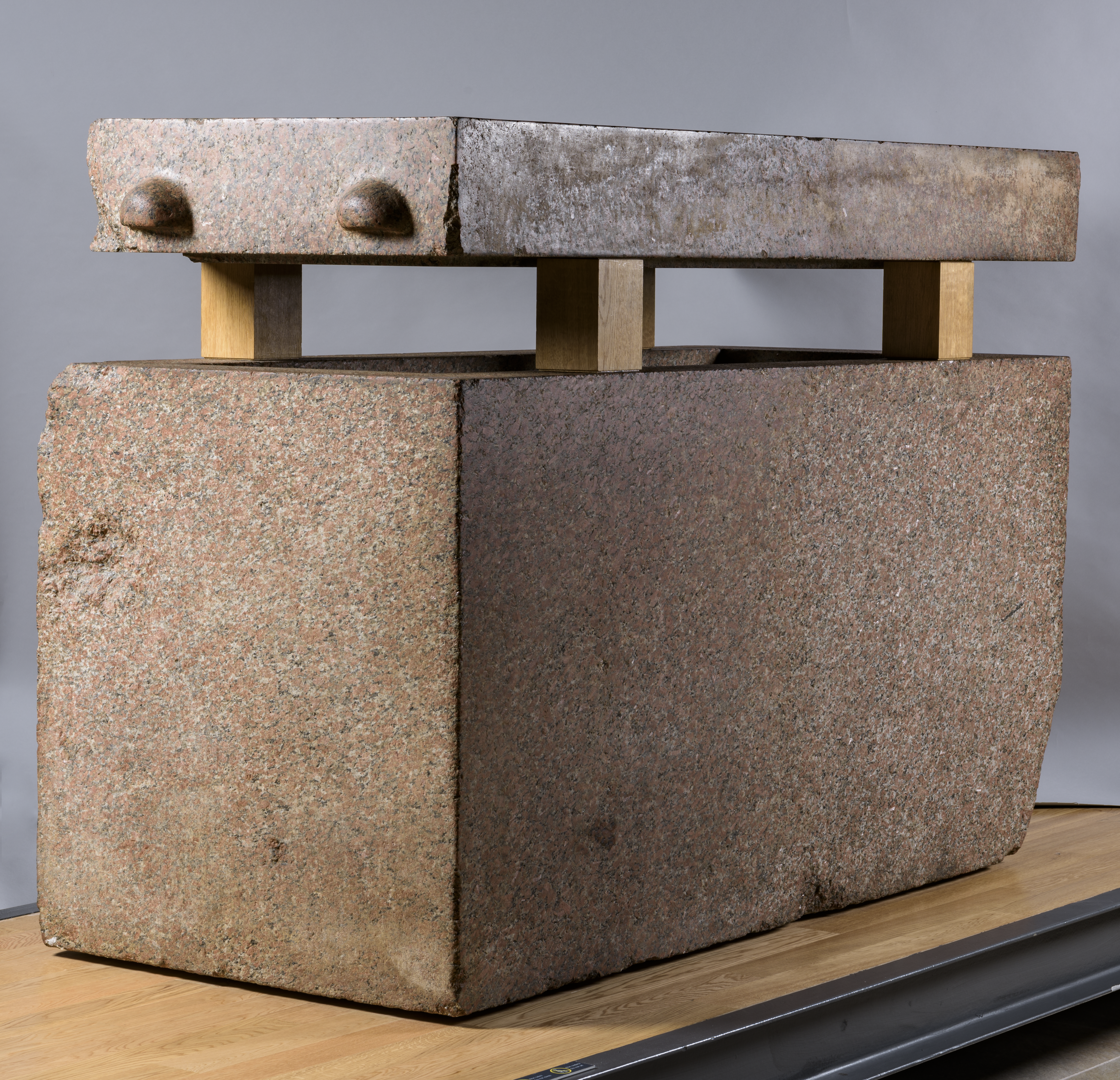
Der Rosengranit-Sarkophag von Duaenre, Museo Egizio, Turin
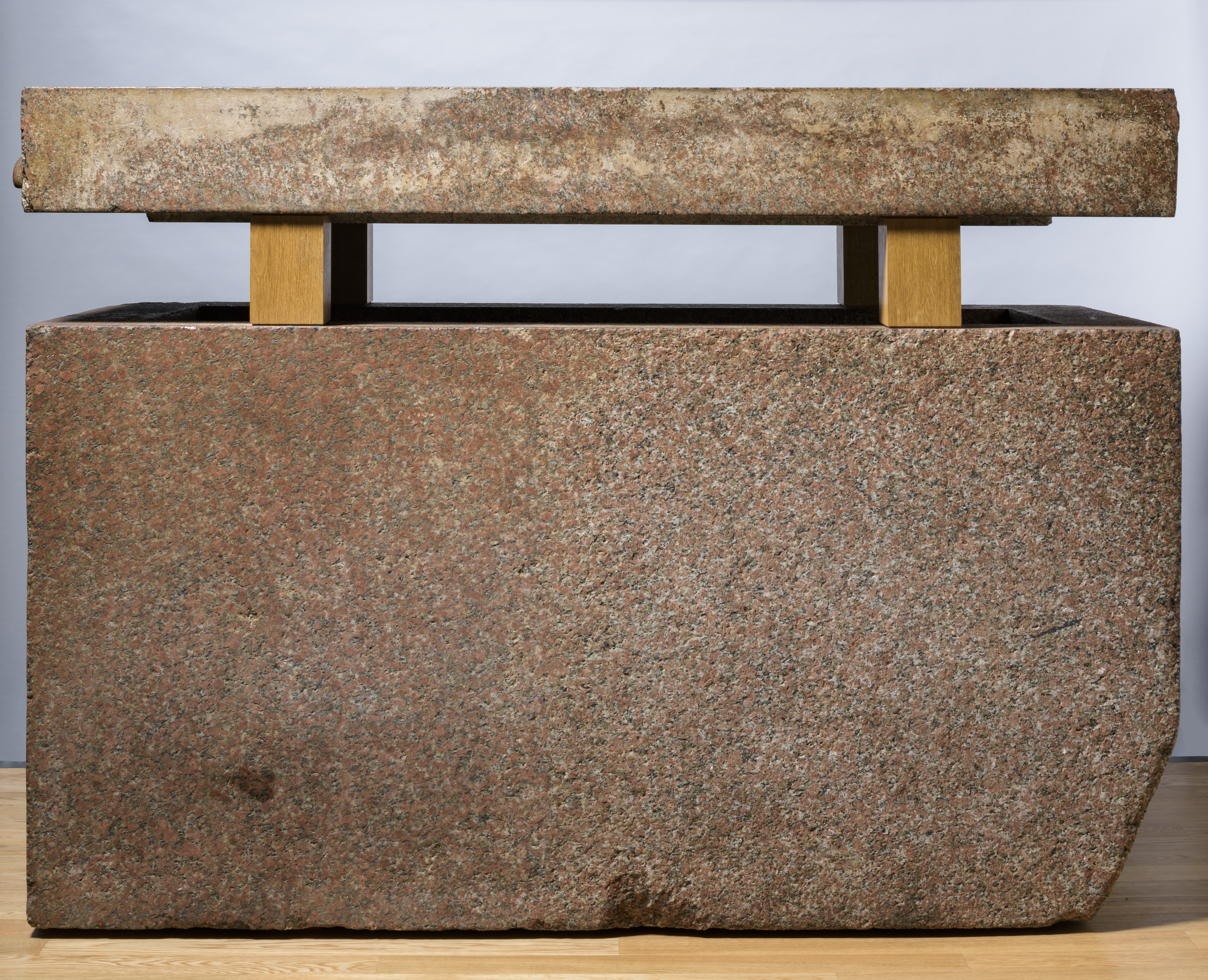
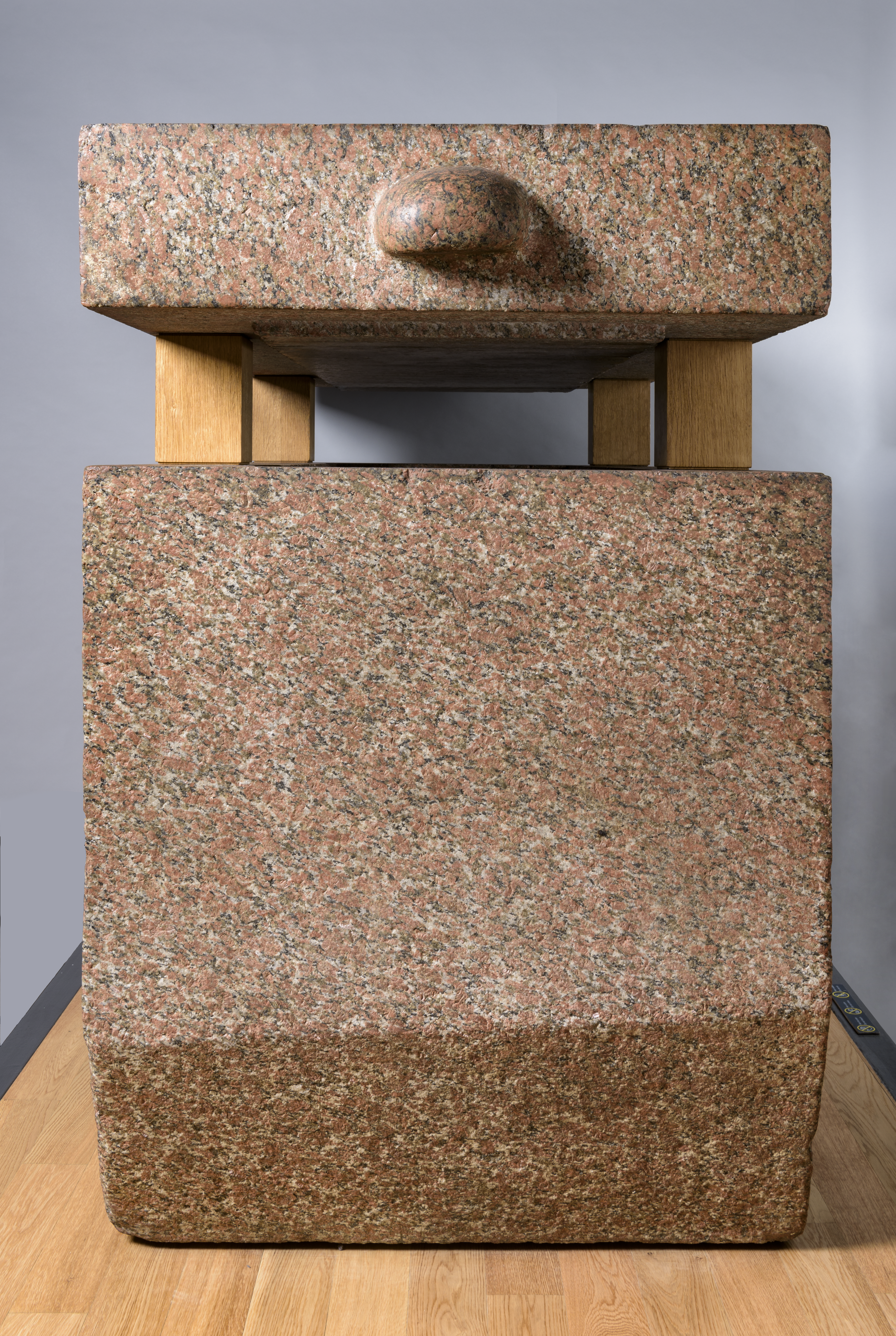